# مارپیچ لگاریتمی
|  |
|  |
|  |
|  |
|  |
|  |
|  |

اسپیرال لگاریتمی (به انگلیسی: logarithmic spiral) یا مارپیچ لگاریتمی یا اسپیرال متساوی الزاویه یا اسپیرال رشدیابنده یک خم مارپیچ ماننده خودهمانند است که معمولاً در طبیعت دیده می‌شود.

## تاریخچه
اسپیرال لگاریتمی نخستین بار توسط رنه دکارت توصیف شد و بعدها توسط یاکوب برنولی به صورت گسترده مورد پژوهش قرار گرفت که وی آنها را مارپیچ لاله عباسی Spira mirabilis، "the marvelous spiral" نامید.

## خصوصیات
اسپیرال لگاریتمی هیچ حدی ندارد و شکل ثابتی است. روی هر نقطه از اسپیرال می‌توان به هر یک از دو سو تا بی‌نهایت حرکت کرد. از یک سو هرگز به مرکز نمی‌رسیم و از سوی خارجی نیز هرگز به انتها نمی‌رسیم. هسته اسپیرال لگاریتمی وقتی با میکروسکوپ مشاهده می‌شود همان منظره‌ای را دارد که وقتی به اندازه هزاران سال نوری به جلو می‌رویم، دارد.

## توصیف
در دستگاه مختصات قطبی {\displaystyle (r,\theta )} منحنی لگاریتم را می توان نوشت 
{\displaystyle r=ae^{b\theta }\,}
یا
{\displaystyle \theta ={\frac {1}{b}}\ln(r/a),}
با عدد e که مبنای طبیعی لگاریتم است و {\displaystyle a} و {\displaystyle b} همیشه به صورت مثبت مطلق است.
در حالت پارامتریک منحنی به شرح زیر است
{\displaystyle x(t)=r(t)\cos(t)=ae^{bt}\cos(t)\,}
{\displaystyle y(t)=r(t)\sin(t)=ae^{bt}\sin(t)\,}
با عدد حقیقی {\displaystyle a} و {\displaystyle b}.
خصوصیات اسپیرال این است که
φ
میان
مماس و radial line در نقطه {\displaystyle (r,\theta )} ممتد است خصوصیات را می‌توان در اشکال مختلف هندسی بیان کرد
{\displaystyle \arccos {\frac {\langle \mathbf {r} (\theta ),\mathbf {r} '(\theta )\rangle }{\|\mathbf {r} (\theta )\|\|\mathbf {r} '(\theta )\|}}=\arctan {\frac {1}{b}}=\phi .}